# Dronning af Danmark (film)
Dronning af Danmark er en dansk dokumentarfilm fra 1990, der er instrueret af Svend Aage Lorentz.

## Handling
Dokumentarfilm lavet i anledning af Dronning Margrethes 50 års fødselsdag.